# Гура Соходол (Алба)
Гура Соходол (рум. Gura Sohodol) насеље је у Румунији у округу Алба у општини Соходол. Oпштина се налази на надморској висини од 575 m.

## Становништво
Према подацима из 2002. године у насељу је живело 222 становника, од којих су сви румунске националности.